# Carnaval del Vino
El Carnaval del Vino es una festividad popular que se realiza todos los años en la localidad de Lontué, en la Región del Maule, Chile.

Copa con vino rojo.

Esta celebración se realiza todos los años, en la primera semana de abril. Es un festival donde participan artistas locales y nacionales en honor a los vinos de la zona. Se instala una feria, donde se puede apreciar la gastronomía de la zona y su artesanía, además de algunas tradiciones y folclore del campo chileno.
- Datos: Q5554419